# Жорж Атена

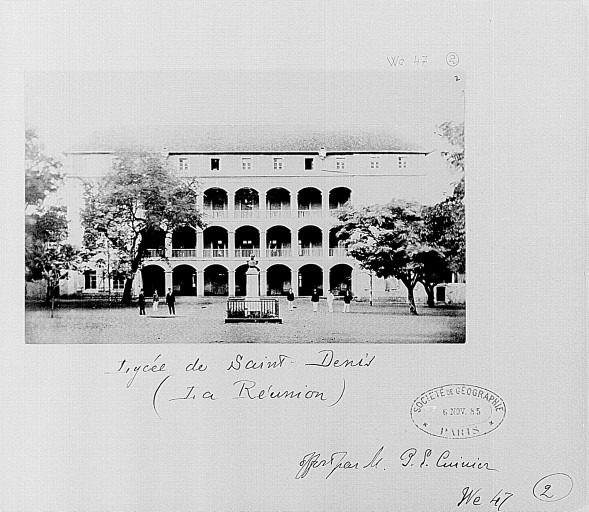
Ліцей, випускником якого був Жорж Атена.

Жорж Атена́ (фр. Georges Athénas, * 26 лютого 1877, Сен-Дені (Реюньйон) — † 8 травня 1953, Париж, Франція) — французький письменник, історик, мистецтвознавець і журналіст. Разом із Еме Мерло писав під літературним псевдонімом Маріус-Арі Леблон. Лауреат Ґонкурівської премії (1909).

## Біографічні дані
Жорж Атена народився в сім'ї Луї-Франсуа-Жозефа Атенаса, грека з походження, і Марії-Валентини Атенас (до шлюбу Потьє). Доводився двоюрідним братом Еме Мерло. У рідному місті Сен-Дені закінчив ліцей. У 1896-му, маючи 19 років, Жорж шість місяців лікував очі в Парижі. Повернувшись на Реюньйон, розпочав літературну кар'єру — став писати разом із Еме Мерло під спільним псевдонімом — Маріус-Арі Леблон. 1898-го вони обидва поїхали до Парижа — навчатись у Сорбонні. Там кузен Маріуса (Жоржа), реюньйонський поет Леон Дьєркс, впровадив їх у літературні кола і познайомив із письменниками Жозе-Маріа де Ередіа, Сюллі-Прюдомом, Франсуа Коппе та іншими.
Маріус та Еме друкувалися в журналах La Revue Blanche, La Revue de Paris, Le Mercure de France, La Grande des Deux Mondes та інших.
Молоді літератори мали за взірець письменників натуралістичного ухилу й захоплювалися творчістю обох Роні, з якими був знайомий Маріус. Наприкінці століття вони написали свій перший роман під впливом Мопассана — «Марі Кулька» (Marie la Boule). Під назвою «Зезер» його опубліковано 1903 року.
У 1900 році Арі (Еме) захворів на легені й задля здоровшого клімату перебрався в Алжир. Услід за ним поїхав Маріус. Враження від життя в цій французькій колонії згодом відбились у романі «У Франції» (En France). 1907 року опубліковано «Ваді». Цей твір, який показує стосунки між колонізаторами-французами й колонізованими алжирцями, можна вважати їхнім першим «колоніальним романом».
Міністерство колоній посилало Маріуса Леблона у робочі відрядження на Мадагаскар (1909), на острови в Індійському океані (1911), а також до Алжиру, Тунісу та Єгипту.
На багатьох конференціях у Франції та за рубежем, скликаних з ініціативи Географічного товариства (Société de Géographie), Університету анналів (Université des Annales), він виступав із доповідями про французькі колонії в Індійському океані. Представляв Реюньйон у Комітеті республіканської дії (Comité de l'Action Republicaine). У Парижі він заснував Комітет інтелектуального й митецького розвитку колоній. Головною метою цієї організації було допомагати викладачам та іншим людям розумової праці, що проживали в колоніях. Був одним із засновників Братства реюньйонців (L'Amicale des Réunionnais).
Передусім завдяки Маріусові й Арі 25 серпня 1911 у Сен-Дені, у колишній резиденції єпископа, відкрито другий за всю історію Реюньйону музейний заклад — Музей мистецтва. 12 листопада 1912 року його названо іменем Леона Дьєркса.
Після того, як почалася Перша світова війна, 29 серпня 1914 року Маріус Леблон зголосився добровольцем до французької армії, але його не прийняли через короткозорість. У квітні 1915-го зголосився вдруге й знову дістав відмову. У 1914–1916 роках Маріус Леблон був секретар міністра оборони Франції — маршала Жозефа Ґальєні, якого називали «Рятівник Парижа». На матеріалі цієї служби написано книжку мемуарів «Ґальєні говорить». У першій половині 1917 року влаштувався на допоміжну військову службу, у липні був звільнений. Потім знову став служити в армії й остаточно демобілізувався 3 червня 1918 року.
Маріус Леблон був засновником і головним секретарем Комітету поширення просвіти в колоніях (Comité de l'Expansion intellectuelle aux Colonies) при Спілці колоніальних письменників (Société des Ecrivains Coloniaux). Належав до членів Вищого дорадчого комітету народної освіти в колоніях (Comité Supérieur Consultatif de l'Instruction Publique aux Colonies). Був членом Академії колоніальних наук (L'Académie des sciences coloniales).
Майже до самої смерті Маріус Леблон багато писав.

## Творча діяльність
У 1900-му Маріус і Арі заснували свій перший часопис «Велика Франція» (La Grande France), який виходив до 1903-го. Позначений духом колоніалізму, він передусім мав на меті протиставити моральну велич Франції в її заморських володіннях і звичайнісіньке прагнення Великої Британії до колоніальної експансії. Уже в самій назві журналу відчувалася паралель «La Grande France — La Grande Brétagne».
Замість цього журналу з 1912 по 1952 рік виходив тижневик La Vie. Не відбігаючи від програми, оголошеної у «Великій Франції», він освітлював широке коло питань в науці, архітектурі, медицині, літературі, спорті, міжнародній політиці, а особливо мистецтві. У журналі публікувалися репродукції творів сучасних художників і критичні статті про мистецтво, авторами яких були, крім Маріуса й Еме, Поль Клодель, Франсіс Жамм, Поль і Віктор Марґерітт, брати Роні, Поль Адам, Каміль Моклер, Альфонс де Шатобріан, Леон Еннік, Рене Ґіль, Ґюстав Кан, Сюллі-Прюдом, Фелікс Фенеон, Моріс Дені, Поль Валері та інші. Самі Маріус і Арі опублікували у своїх та інших журналах, згідно з Катрін Фурньє, понад вісімсот статей, здебільшого літературно-критичних.
Белетристична спадщина цих двох співавторів складається з двадцяти романів, збірок оповідань, казок і подорожніх записок. Переважає тематика, пов'язана з Реюньйоном, Мадагаскаром, а також із видатним реюньйонським літератором — Леконтом де Лілем.
Маріус і Арі сформулювали теоретичні підвалини так званого колоніального роману, протиставивши свою реалістичність екзотизму П'єра Лоті. 1926 року вони написали своєрідний маніфест «Після екзотизму Лоті — колоніальний роман». З допомогою такого жанру письменники мають на меті зацікавити французького читача зближенням людей різних рас — жителів колоній, через розвиток їхньої культурної самобутности. На думку авторів, імперське правління дає Франції можливість стверджувати свою владу і перевагу своєї цивілізації, а роман також дозволяє підкреслити ідентичність колоніальних народів.

## Нагороди
У 1903 році Маріус і Арі претендували на Ґонкурівську премію, подавши на розгляд роман «Зезер», яким хотіли «спонукати європейську громадськість любити чорношкірих людей». Але ні цим твором, ні через два роки книжкою «Чаклунство», ні з «Сарабандою» не змогли здобути цю премію, хоча їх підтримували такі авторитети, як брати́ Роні, а у відкритому опитуванні, яке влаштував часопис La Presse, за цих двох реюньйонців висловилися широкі кола читачів.
Зате у 1906 році два кузени одержали від Французької академії свою першу літературну премію за «Великий острів Мадагаскар» — гарно ілюстровану книжку про реґіони, раси, вірування та ресурси цієї тодішньої французької колонії. А 1909 року, за підтримки Марґерітта, де Бурже і Роні, таки здобули Ґонкурівську премію за роман «У Франції», що описує історію креольського студента. У наступному році була Премія літературної критики (Prix de la Critique Littéraire) за дидактичну книжку «Ідеал дев'ятнадцятого століття». У 1932-му їм одностайно присуджено щорічну Велику премію Лассера (Grand Prix Lasserre), яку міністерство освіти дає за порадою комісії письменників різних напрямків.
Уже вдруге, в 1937 році, Французька академія удостоїла цих двох реюньйонців Великою премією Французької академії (Grand Prix de l'Académie Française) за інший історичний твір, який вони писали десять років, — «Верцинґеторікс». Перед тим він викликав схвальні відгуки в пресі. А в 1943-му Академія нагородила їх утретє — Великою премією Імперії (Grand Prix de l'Empire) за весь літературний доробок. Крім того, письменників, які відзначилися також у патріотичній та соціальній сферах, удостоїли нагородами Третьої і Четвертої республік.
1919 року Маріус першим із письменницького дуету, як член Вищої ради з освіти в колоніях, став кавалером ордена Почесного легіону, одержавши цю нагороду від міністра Сімона. У 1928-му став офіцером ордена Почесного легіону, а у 1937-му — командором.
З нагоди трьохсотліття Вест-Індії (це пов'язано з написанням «Красивих і гордих Антильських островів»), на прохання сенатора від Гваделупи, письменників нагороджено краваткою Почесного легіону (la cravate de la Légion d'honneur).
Крім того, Маріус і Арі удостоєні дворянського звання, стали кавалерами Великого Хреста Національного ордена Португалії, орденів Польщі, Ефіопії та Камбоджі.

## Смерть
8 травня 1953-го через набряк легенів Маріус Леблон помер. У день похорону, 12 травня, страйкували водії міського транспорту. І все ж на цвинтар прийшло багато людей. Перед смертю Маріус сказав, що не треба ні квітів, ні вінків, ні поминальних промов. Але все це було. Некрологи надруковано в пресі й передано по паризькому радіо.
Маріус Леблон похований в одній могилі з Арі Леблоном на кладовищі «Вожирар» в Парижі — дільниця № 2, номер 122.

## Твори
- Les Vies parallèles, roman de grande ville, Fasquelle, 1902 — «Паралельні життєві шляхи»
- Le Secret des robes, roman des couleurs, en Algérie, Fasquelle, 1902 — «Таємниця суконь»
- Le Zézère, roman: amours de Blancs et de Noirs, Fasquelle, 1903 — «Зезер»
- La Sarabande, roman de mœurs électorales, Fasquelle, 1904 ; réédité sous le titre La Kermesse noire, roman d'une élection aux colonies, J. Crès, 1934 — «Сарабанда» (1904), 1934 року видано під назвою «Чорний ярмарок»
- Les Sortilèges, roman des races de l'Océan Indien, Fasquelle, 1905 — «Чаклунство»
- La Société française sous la Troisième République, Alcan, 1905 — «Французьке суспільство за часів Третьої Республіки»
- La Grande Île de Madagascar, à " La Vie ", essai, prix de l'Académie française, 1906 — «Великий острів Мадагаскар», Премія Французької академії
- La grande Île de Madagascar, Éditions de Flore, 1946
- Leconte de Lisle, essai sur le génie créole, Mercure de France, 1906 ; rééd. 1930, 1933 sous le titre Leconte de Lisle d'après des documents nouveaux, MdF ; rééd. Leconte de Lisle, Essai sur le Génie créole, préface d'Edgard Pich, commentaires de Jean-François Reverzy, Grand Océan, 1995 — «Леконт де Ліль» (1906); 1930, 1933 перевидано під назвою «Леконт де Ліль за новими документами»; 1995 перевидано під назвою «Леконт де Ліль, есей про креольського генія»
- L'Oued, roman algérien, Fasquelle, 1907 — «Ваді»
- En France, roman, Fasquelle, 1909 — «У Франції», Ґонкурівська премія
- L'Idéal du XIX Siècle, F. Alcan, 1909, prix de la critique littéraire 1911 — «Ідеал XIX століття», Премія літературної критики
- Peintres de Races, études sur l'Art Européen, van Oest, 1909 — «Художники рас»
- Les jardins de Paris, roman, Charpentier, 1910 — «Паризькі сади»
- La Métropole, Fasquelle, 1910 — «Столиця»
  - I. En France, roman, prix Goncourt — «У Франції», Ґонкурівська премія
  - II. Les Jardins de Paris, roman — «Паризькі сади»
- Anicette et Pierre Desrades, roman d'une enfance créole, Fasquelle, 1911 — «Анісет і П'єр Дерад»
- La Pologne vivante, Perrin, 1911 — «Жива Польща»
- La France devant l'Europe, essai, coll. " Bibliothèque-Charpentier ", Éditions Fasquelle, 1913. Texte sur Gallica — «Франція перед Європою»
- Le Miracle de la race, roman, Albin Michel; grande édition aux " Maîtres du Livre ", chez Crès, 1914 — «Чудо раси»
- Galliéni parle…, 2 volumes, Albin Michel, 1920 — «Ґальєні говорить…»
- L'Ophélia, roman d'un naufrage, Crès, 1922, Ferenczi, 1929 — «Офелія, роман про корабельну аварію»
- Fétiches, contes de l'Océan Indien, Éditions du Monde Moderne, 1923 — «Фетиші»
- L'Amour sur la montagne, roman, à " La Vie ", 1923 — «Кохання на горі»
- Ulysse, Cafre, roman, à " La Vie ", 1924 — «Улісс, кафр»
- Les Martyrs de la République, Ferenczi et Fils, 1924 : — «Мученики Республіки»
  - I. La Guerre des Âmes — «Війна душ»
  - II. L'Écartèlement — «Страждання»
  - III. La Damnation — «Прокляття»
  - IV. La Grâce — «Змилування»
- Le Noël du Roi Mandjar, avec 15 aquarelles d'Ary Leblond, Lys rouge, 1926 — «Різдво короля Манджара»
- Nature, proses, dessins de George Bouche, Delpeuch, 1926 — «Природа»
- La Guerre des Âmes: roman contemporain, Ferenczi, 1926 — «Війна душ: сучасний роман»
- Après l'exotisme de Loti, le roman colonial, Rasmussen, 1926 — «Після екзотизму Лоті — колоніальний роман»
- L'Écartèlement: roman contemporain, Ferenczi, 1927 — «Страждання»
- La damnation: roman contemporain, Ferenczi, 1927 — «Прокляття: сучасний роман»
- Étoiles, Océan Indien, Ferenczi, 1928 — «Зірки»
- La grâce: roman contemporain, Ferenczi, 1928 — «Змилування: сучасний роман»
- Anthologie coloniale, morceaux choisis d'écrivains français, J. Peyronnet et Cie, 1929 — «Колоніальна антологія, вибрані уривки з творів французьких письменників»
- Île de la Réunion, Exposition coloniale internationale de Paris, Société d'Éditions Géographiques, Maritimes et Coloniales, 1931. Texte sur Gallica [Архівовано 8 жовтня 2015 у Wayback Machine.] — «Життя Реюньйону»
- L'île enchantée. La Réunion, Redier, 1931 — «Зачарований острів. Реюньйон»
- Passé la ligne…: aventures sauvages, Les œuvres représentatives, 1932 — "".
- Madagascar, Éditions de Flore, 1933 — «Мадагаскар»
- Madagascar: création française …, Plon, 1934 — «Мадагаскар: французьке творіння…»
- Le trésor des hirondelles: nouvelle inédite, Fayard, 1936 — «Ластів'ячий скарб: невидана новела»
- Belles et fières Antilles, Crès, 1937 — «Красиві і горді Антильські острови»
- La Marche dans le feu: nouvelle inédite, Fayard, 1937 — «Марш у вогні»
- Les arts indigènes à Madagascar, Dépêche coloniale et maritime, 1937 — «Туземне мистецтво Мадагаскару»
- Vie de Vercingétorix, deux vol., Denoël, 1937, grand prix de l'Académie française — «Життя Верцинґеторікса», Велика премія Французької академії
- Lavigerie et les pères blancs, Paris, Marne, 1938 — «Лавіжері і орден білих отців»
- Ramaya: nouvelle inédite, Fayard, 1939 — «Рамая: невидана новела»
- Comment utiliser nos colonies, Tallandier, 1940 — «Як використовувати наші колонії»
- L'empire de la France, sa grandeur, sa beauté, sa gloire, ses forces, Éditions Alsatia, 1944 — «Французька Імперія, її велич, краса, слава і сила»
- La paix française, Éditions Alsatia, 1945 — «Французький мир»
- Les Iles Soeurs: ou, Le paradis retrouvé. La Réunion-Maurice, «Éden de la Mer des Indes.», Éditions Alsatia, 1946 — «Острови-брати, або Віднайдений рай. Реюньйон — Маврикій»
- Mahé de La Bourdonnais, Marne, 1951 — «Мае де ла Бурдонне»

- «Émile Verhaeren: la survivance flamande de l'Espagne» [Архівовано 8 жовтня 2015 у Wayback Machine.], Mercure de France, no 170, février 1904, p. 289—308 — «Еміль Верхарн: фламандська живучість Іспанії»
- Articles sur Leconte de Lisle — Статті про Леконта де Ліля
  - L'Adolescence de Leconte de Lisle, Revue des revues, t. XXX, 1899, 15 août (p. 379—394) et 1er septembre (p. 483—497) — «Юність Леконта де Ліля»
  - Leconte de Lisle avant la Révolution de 1848, « Mercure de France », septembre 1901, p. 659—699. Texte sur Gallica [Архівовано 8 жовтня 2015 у Wayback Machine.] — «Леконт де Ліль перед революцією 1848 року»
  - Leconte de Lisle sous la seconde République et sous l'Empire, « Mercure de France », octobre 1901, p. 54-98. Texte sur Gallica [Архівовано 8 жовтня 2015 у Wayback Machine.] — «Леконт де Ліль за часів Другої Республіки та Імперії»
  - Leconte de Lisle, 1870—1871, la fin de sa vie, « Mercure de France », novembre 1901, p. 400—435. Texte sur Gallica [Архівовано 8 жовтня 2015 у Wayback Machine.] — «Леконт де Ліль, 1870 — 1871, кінець життя»
  - Sur les romances inédites de Leconte de Lisle, L'Hermitage, octobre 1901, p. 289—307 — «Про неопубліковані романси Леконта де Ліля»
  - Les Poèmes socialistes de Leconte de Lisle de 1845 à 1848, « Revue socialiste », № 203, novembre 1901, p. 563—574. Texte sur Gallica [Архівовано 8 жовтня 2015 у Wayback Machine.] — «Соціалістичні поеми Леконта де Ліля, 1845 — 1848»
  - L'Idéal socialiste de Leconte de Lisle, « Revue socialiste », № 205, janvier 1902, p. 36-49. Texte sur Gallica — «Соціалістичний ідеал Леконта де Ліля»
  - Leconte de Lisle et son pays, Humanité nouvelle, septembre-octobre 1903, p. 501—519 et 599—610. — «Леконт де Ліль і його країна»

## Рекомендована література
- La paix francaise / Marius Leblond / Paris: Editions Alsatia, 1945
- L'ilette à palmistes / Marius-Ary Leblond ; pointes-sèches originales de Marcel Mouillot / Paris: Aux éditions de l'artisan, 1946
- Benjamin Cazemage, La Vie et l'œuvre de Marius-Ary Leblond, éditions Notre-Dame, Nîmes, 1969 — «Життя і твори Маріуса-Арі Леблона»
- Chantal Delacroix, Utilisation du créole dans l'oeuvre romanesque de Marius-Ary Leblond, 1980
- Yves Jallais, Le miracle de la race de M.-A. Leblond: analyse au discours, 1980
- Jean-François Reverzy, Marius-Ary Leblond et Leconte de Lisle: une écriture fraternelle au centre de l'union française et républicaine, postface de Leconte de Lisle, essai sur le Génie créole, Grand Océan, Saint-Denis, 1995, p. 373—382 — «Маріус-Арі Леблон і Леконт де Ліль: почерк братерства в осерді Французького і республіканського союзів»
- Florent Leperlier, Marius-Ary Leblond et la question ethnique à propos de «Cafrine», de «Moutousamy» et de «L'Ophélia», 1995
- Valérie Paüs, La belle créole dans «Le Miracle de la Race», «Ulysse-Cafre» et «L'Ophélia» de Marius-Ary Leblond, 1998
- Valérie Paüs, Des indianités dans la littérature coloniale de l'océan Indien: Moutousami et La croix du sud de Marius-Ary Leblond et Ameenah de Clément Charoux, 1999
- Catherine Fournier, Marius-Ary Leblond, écrivains et critiques d'art, l'Harmattan, 2001 — «Маріус-Арі Леблон, письменники і мистецтвознавці»

## Цікавинки
- У співавторів Жоржа Атена й Еме Мерло спільний псевдонім Маріус-Арі Леблон постав завдяки закоханості. «Леблон» (Leblond) — через те, що Жорж закохався у блондинку. «Маріус» і «Арі» — через те, що дівчата Жоржа та Еме звалися, відповідно, Марі й Анрієтта[11].